# Akademia Wychowania Fizycznego Józefa Piłsudskiego w Warszawie

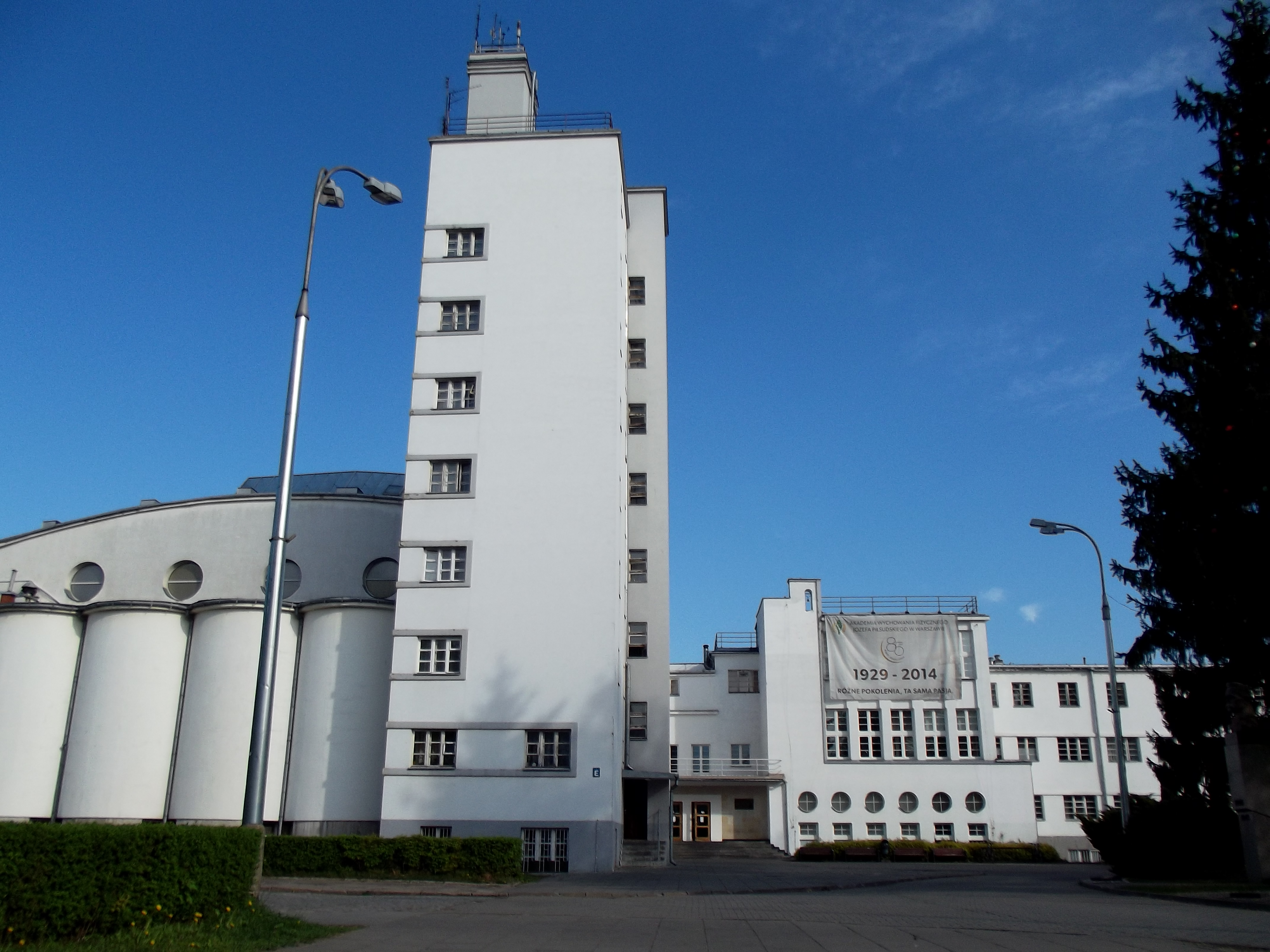
Hauptgebäude der AWF Warschau

Die Akademia Wychowania Fizycznego Józefa Piłsudskiego w Warszawie (AWF Warschau) ist eine öffentliche Sporthochschule in Warschau, Polen. Sie führt neben der polnischen die englische Bezeichnung Józef Piłsudski University of Physical Education in Warsaw.

## Geschichte
Die Hochschule wurde 1929 gegründet und 1935 nach dessen Tod nach dem polnischen Staatsmann, Marschall Józef Piłsudski benannt. 1947 wurde sie in Karol-Świerczewski-Akademie für Leibeserziehung umbenannt. 1990, nach der Überwindung des Kommunismus, kehrte die Schule zum ursprünglichen Namen zurück.

## Fakultäten
- Fakultät für Leibeserziehung (Wydział Wychowania Fizycznego)
- Fakultät für Rehabilitationswissenschaften (Wydział Rehabilitacji)
- Fakultät für Leibeserziehung – Außenstelle in Biała Podlaska (Zamiejscowy Wydział Wychowania Fizycznego w Białej Podlaskiej)

## Studiengänge
- Leibeserziehung (Wychowanie Fizyczne)
- Sport
- Physiotherapie
- Tourismus und Rekreation  (Turystyka i Rekreacja)
- Kosmetologie (nur in Biała Podlaska)